# Seznam knih ze světa Warhammer 40.000
V češtině vydává knihy ze světa Warhammer 40.000 (zkráceně W40k) nakladatelství Polaris. První knihou byl první díl ze série Ragnar Černá hříva, který vyšel roku 2002. Od tohoto roku také pravidelně vydává zhruba 6 knih ročně, rozdělené mezi světy Warhammer a Warhammer 40.000. O dva roky později začíná druhou sérii ze světa Warhammer 40.000 o Poslední šanci. 
V závorce je uveden rok českého vydání. Kurzívou jsou označeny knihy, které zatím nevyšly.

## Bequin
Autor: Dan Abnett
- Pária: Ravenor vs Eisenhorn (2021)
- Kajícnice (2022)

## Eisenhorn
Série sleduje osudy imperiálního inkvizitora Gregora Eisenhorna a jeho vyšetřovacího týmu, jak pronásledují nepřátele Impéria, kacíře a démony a zároveň se snaží odolávat svodům Chaosu, arcinepřítele lidstva. Postava Eisenhorna patří k jedněm  z nejpopulárnějším z univerza W40k. Na její motivy byla vytvořena (rozporuplně přijatá) videohra Eisenhorn:XENOS a v červenci 2019 producent Frank Spotnitz oznámil zahájení práce na TV seriálové adaptaci.
Autor: Dan Abnett
- Xenos (2013)
- Válečné ztráty (2017) - povídka, vyšla též i jako součást antologie Magos (2020)
- Malleus (2016)
- Hereticus (2016)
- Magos (2020) - sbírka povídek + samostatný román

## Gauntovi duchové
Gauntovi duchové jsou série knih, jež lze zařadit do žánru military sci-fi. Zachycují postup jednotky Imperiální Gardy - tanithských Prvních a jediných (také přezdívaných Gauntovi duchové či pouze Duchové), vysoce specializovaných vojáků zaměřených na záškodnický boj v týlu nepřítele. Děj se odehrává během křížové výpravy za znovudobití skupiny planet, tzv. Sabbatiných světů, z područí Chaosu. Hlavní protagonista je plukovník-komisař Ibram Gaunt, jeden z mála politických komisařů, jemuž bylo za jeho zásluhy svěřeno velení nad vojenským regimentem. Ačkoliv je Gaunt hlavní postavou, události jsou často zachycovány z pohledu ostatních vojáků jednotky, někdy i z pohledu nepřátel.
Autor: Dan Abnett
- První a jediní (2006)
- Stvořitel duchů (2007)
- Nekropole (2009)
- Čestná stráž (2010)
- Zbraně Tanith (2010)
- Ostré stříbro (2012)
- Mučednice Sabbat (2013)
- Generálova zrada (2017)
- Poslední rozkaz (2019)
- Obrněni pohrdáním (2021)
- Jedině smrtí (2021)
- Krvavý spolek (2022)
- Dosah spásy (2023)
- Vojevůdce (2024)
- Anarch (2024)
- Ghost Dossier 1: The Vincula Insurgency (česky dosud nevyšlo)

### Antologie povídek
- Sabbatininy světy (2023), vybral: Dan Abnett
- Sabbatino tažení (2024), vybral: Dan Abnett
- Sabbatina válka (2025), vybral: Dan Abnett

### Spin-off knihy
Autor: Dan Abnett
- Dvojitý orel (2023)
- Titanicus (česky dosud nevyšlo)

## Horovo kacířství
- Horův vzestup (2011), autor: Dan Abnett
- Falešní bohové (2013), autor: Graham McNeill
- Galaxie v plamenech (2013), autor: Ben Counter
- Let Eisensteinu (2018), autor: James Swallow
- Fulgrim (2019), autor: Graham McNeill
- Sestup andělů (2020), autor: Mitchel Scanlon
- Legie (2021), autor: Dan Abnett
- Bitva o propast (2021), autor: Ben Counter
- Mechanicum (2022), autor: Graham McNeill
- Příběhy kacířství (2023), editor: Nick Kyme a Lindsey Priestley - sbírka povídek
- Padlí andělé (2024), autor: Mike Lee
- Tisíc synů (2024), autor: Graham McNeill
- Nemesis (vyjde v roce 2025), autor: James Swallow
- První kacíř (2025), autor: Aaron Dembski-Bowden
- Prospero hoří (2025), autor: Dan Abnett
- Věk temnoty (vyjde v roce 2025), editor: Christian Dunn - sbírka povídek
- The Outcast Dead (česky dosud nevyšlo), autor: Graham McNeill
- Deliverance Lost (česky dosud nevyšlo), autor: Gav Thorpe
- Know No Fear (česky dosud nevyšlo), autor: Dan Abnett
- The Primarchs (česky dosud nevyšlo), editor: Christian Dunn - sbírka povídek
- Fear to Tread (česky dosud nevyšlo), autor: James Swallow
- Shadows of Treachery (česky dosud nevyšlo), editor: Christian Dunn a Nick Kyme - sbírka povídek
- Angel Exterminatus (česky dosud nevyšlo), autor: Graham McNeill
- Betrayer (česky dosud nevyšlo), autor: Aaron Dembski-Bowden
- Mark of Calth (česky dosud nevyšlo), editor: Laurie Goulding - sbírka povídek
- Vulkan Lives (česky dosud nevyšlo), autor: Nick Kyme
- The Unremembered Empire (česky dosud nevyšlo), autor: Dan Abnett
- Scars (česky dosud nevyšlo), autor: Chris Wraight
- Vengeful Spirit (česky dosud nevyšlo), autor: Graham  McNeill
- The Damnation of Pythos (česky dosud nevyšlo), autor: David Annandale
- Legacies of Betrayal (česky dosud nevyšlo) - sbírka povídek
- Deathfire (česky dosud nevyšlo), autor: Nick  Kyme
- War Without End (česky dosud nevyšlo) - sbírka povídek
- Pharos (česky dosud nevyšlo), autor: Guy Haley
- Eye of Terra (česky dosud nevyšlo) - sbírka povídek
- The Path of Heaven (česky dosud nevyšlo), autor: Chris  Wraight
- The Silent War (česky dosud nevyšlo) - sbírka povídek
- Angels of Caliban (česky dosud nevyšlo), autor: Gav Thorpe
- Praetorian of Dorn (česky dosud nevyšlo), autor: John French
- Corax (česky dosud nevyšlo), autor: Gav Thorpe
- The Master of Mankind (česky dosud nevyšlo), autor: Aaron  Dembski-Bowden
- Garro (česky dosud nevyšlo), autor: James  Swallow
- Shattered Legions (česky dosud nevyšlo), editor: Laurie Goulding - sbírka povídek
- The Crimson King (česky dosud nevyšlo), autor: Graham  McNeill
- Tallarn (česky dosud nevyšlo), autor: John  French
- Ruinstorm (česky dosud nevyšlo), autor: David  Annandale
- Old Earth (česky dosud nevyšlo), autor: Nick  Kyme
- The Burden of Loyalty (česky dosud nevyšlo), editor: Laurie  Goulding - sbírka povídek
- Wolfsbane (česky dosud nevyšlo), autor: Guy  Haley
- Born of Flame (česky dosud nevyšlo), editor: Nick  Kyme - sbírka povídek
- Slaves to Darkness (česky dosud nevyšlo), autor: John  French
- Heralds of the Siege (česky dosud nevyšlo), editor: Nick  Kyme a Laurie Goulding - sbírka povídek
- Titandeath (česky dosud nevyšlo), autor: Guy  Haley
- The Burried Dagger (česky dosud nevyšlo), autor: James  Swallow

## Poslední šance
Autor: Gav Thorpe
- Třináctá legie (2004)
- Komando smrti (2006)
- Destrukční četa (2007)
- Armageddon Saint (česky dosud nevyšlo)

## Ragnar
Ragnar Černá hříva je členem kapituly divokých a nezkrotných Hvězdných vlků, kteří se řadí mezi nejmocnější, geneticky modifikované válečníky Impéria s nadlidskými schopnostmi - Hvězdnou pěchotu neboli Adeptus Astartes. Sám Ragnar se již od počátku vymyká svým nadáním i ve srovnání s ostatními zuřivými spolubojovníky a v knižní sérii sledujeme jeho strmou kariéru od samého počátku, naverbování a brutálního výcviku, přes první úspěšné mise ale také i první selhání.   
Autor: William King
- Hvězdný vlk (2002)
- Ragnarův spár (2003)
- Šedý lovec (2004)
- Vlčí břit (2005)

Autor: Lee Lightner
- Synové Fenrisu (2009)
- Vlčí čest (2009)

## Ravenor
Gideon Ravenor je bývalý žák proslulého Gregora Eisenhorna, nyní působící jako samostatný inkvizitor. Po tragické katastrofě na Thracian Primaris zbyla z jeho těla pouhá troska, která je uložena uvnitř vznášejícího se obrněného křesla, jenž ho udržuje při životě. Ravenor si díky tomuto omezení ještě více rozvinul již tak silné psykerské nadání (ve světe W40k jde o jakousi velmi nebezpečnou a nevyzpytatelnou obdobu magie) a patří k jedněm z nejmocnějších psykerů v řadách Inkvizice. Děj knižní trilogie zachycuje události, ve kterých se svým vyšetřovatelským týmem pátrá po sítí distributorů záhadné drogy. Pátrání ho ovšem zavede k odhalení mnohem hrozivějšího spiknutí, za nímž stojí nebezpeční kacíři a k tomu všemu je zapleten do proroctví o zrození arcidémona jménem Slyte.
Autor: Dan Abnett
- Ravenor (2017)
- Ravenor: Návrat (2018)
- Ravenor: Odpadlík (2018)

## Shira Calpurnia
Autor: Matthew Farrer
- Křížová palba (2007)
- Odkaz (2007)
- Slepota (2008)

## Antologie
- Do Malströmu (2003)